# Arthrocladiaceae
Famille
Les Arthrocladiaceae sont une famille d’algues brunes de l’ordre des Desmarestiales. 

## Étymologie
Le nom vient du genre type Arthrocladia dérivé du grec ancien ἄρθρον / arthron, articulation, et du suffixe « -clad », branche, en référence à la structure des frondes de l'algue.

## Liste des genres
Selon AlgaeBase (22 août 2017), ITIS (22 août 2017) et World Register of Marine Species (22 août 2017) :
- Arthrocladia Duby, 1830